# Arrest-Taxquet
Het arrest-Taxquet is een arrest van het Europees Hof voor de Rechten van de Mens van 13 januari 2009 uitgesproken in de zaak Taxquet t. België. Het arrest veroordeelt België wegens het niet motiveren van de uitspraken van de jury van het hof van assisen. 

## De feiten die aan de zaak voorafgingen
Richard Taxquet was de voormalige secretaris van minister Alain Van der Biest. De assisenjury in Luik oordeelde dat Taxquet de opdrachtgever voor de moord op PS-politicus André Cools was en veroordeelde hem tot 20 jaar opsluiting. Taxquet bleef echter zijn onschuld staande houden en vond ook dat de jury onvoldoende motiveerde waarom hij schuldig werd bevonden. Bovendien weigerde het hof van assisen de anonieme getuige, die de speurders op het spoor van Taxquet bracht, te verhoren. Taxquet meende echter dat hij het recht had om te weten welke informatie die getuige had. Nu weet hij naar eigen zeggen onvoldoende waarom hij veroordeeld werd.

## Het arrest
Het Europees Hof voor de Rechten van de Mens volgde Taxquet in die redenering en veroordeelde de Belgische Staat voor het schenden van § 1 en § 3 d) van artikel 6 van het Europees Verdrag voor de Rechten van de Mens tot het betalen van een morele schadevergoeding van 4.000 euro aan Taxquet. Ook moest de Belgische Staat aan hem 8.173,22 euro aan kosten en uitgaven vergoeden. De celstraf hield echter stand omdat het Europees mensenrechtenhof een uitspraak van een assisenjury niet teniet kan doen.
Op vraag van de Belgische Regering werd de zaak verwezen naar de Grote Kamer van het Europees Hof voor de Rechten van de Mens op 6 juni 2009. Op 16 november 2010 werd uitspraak gedaan door de Grote Kamer. De Grote Kamer volgde de eerste uitspraak en deze beslissing werd tevens met unanimiteit genomen, de motivering verschilde echter op enkele kleine punten. In tegenstelling tot de eerste motivering werd nu wel beslist dat er vragen mochten gesteld worden die met ja of nee kunnen worden beantwoord, maar deze moeten echter precies gesteld worden. De antwoorden op deze vragen moeten het voor de beschuldigde duidelijk maken waarom hij veroordeeld is.
Inmiddels werd de Belgische wetgeving reeds aangepast aan het arrest-Taxquet bij de wet van 21 december 2009 tot hervorming van het hof van assisen. Voortaan zou het Wetboek van Strafvordering uitdrukkelijk bepalen dat de uitspraak van de jury over de schuld, het verdict, de redenen moet aangeven waarom de jury tot haar beslissing is gekomen (artikel 150 van de wet van 21 december 2009 dat artikel 334 van het Wetboek van strafvordering vervangt).